# 甲辰倶楽部
甲辰倶楽部（こうしんくらぶ）は、明治後期に存在した衆議院の院内会派（1904年3月17日－1905年12月23日）。
1904年の第9回衆議院議員総選挙後に衆議院解散まで存在していた中正倶楽部及び交友倶楽部のメンバーが結集して成立する。主な議員には根津嘉一郎・浜田国松・福島宜三ら。第1次桂内閣を支持して日露戦争に関わる諸法案を支持した。
翌年に帝国党などと合併して大同倶楽部を結成した。